# Pontiothauma
Pontiothauma é um gênero de gastrópodes pertencente a família Raphitomidae.

## Espécies
- Pontiothauma abyssicola Smith E. A., 1895[2]
- Pontiothauma minus Smith E. A., 1906[3]
- Pontiothauma mirabile Smith E. A., 1895[4]
- Pontiothauma pacei Smith E. A., 1906[5]

Espécies trazidas para a sinonímia
- Pontiothauma ergata Hedley, 1916: sinônimo de Belaturricula ergata (Hedley, 1916)
- Pontiothauma fusiforme Habe, 1962: sinônimo de Spergo fusiformis (Habe, 1962) (combinação original)
- Pontiothauma hedleyi Dell, 1990:[6] sinônimo de Aforia hedleyi (Dell, 1990)
- Pontiothauma viridis (Okutani, 1966):[7] sinônimo de Belomitra viridis (Okutani, 1966)